# Чехов (Московська область)
Че́хов (рос. Чехов) — місто (з 1954) обласного підпорядкування в Московській області Росії, адміністративний центр Чеховського району, розташований на річці Лопасня (притока Оки). Місто було утворено з робітничого селища Лопасня, яке, в свою чергу, сформувався на базі сіл Бадєєво, Зачатьє та Садки.

## Географія
Площа 23 км².
Місто Чехов розташовується на південь від столиці, 50 кілометрів від МКАД по автодорозі. З Москвою місто з'єднують Курський напрямок Московської залізниці, Сімферопольське шосе, поруч проходить автотраса «Крим». Залізнична станція Чехов розташовується на 75 кілометрі залізниці (0 кілометр — Курський вокзал). Велика частина міста розташована на лівому березі річки Лопасня і на захід від залізничної магістралі. Місто простягнувся з півночі на південь на 5 км.
Клімат — помірно континентальний з відносно м'якою зимою, частими відлигами та теплим вологим літом. Часте проходження циклонів з Атлантики та іноді зі Середземномор'я обумовлює збільшення хмарності. Середньосічнева температура становить близько −8 °C, середньолипнева — +20,5 °C. Середня тривалість безморозного періоду — близько 200 днів.
Ґрунти — переважно алювіальні, сірі лісові.

## Історія
Місто Чехов, якому влітку 2014 року виповнилось 60 років, «виросло» із села під назвою Лопасня. ім'я ж Лопасня, в свою чергу, належало вельми древньому російському місту, багато століть тому, що розміщувалось на цьому ж місці або поблизу — про це донині сперечаються історики.
У 1175, після кривавих битв за право володіння Володимиро-Суздальськими землями, перемога дісталася братам Михайлу та Всеволоду Велике Гніздо. Під час бойових походів і битв їхні дружини ховалися під захистом Великого князя Святослава Чернігівського. «…И пссом Святослав посла жены их, Михалковую и Всеволо жую, приставя к
ним сына своего Олега, проводит я до Москвы. Олег же възвратив в свою
волость Лопасну…». Так вперше в літописі з'являється назва міста. І надалі історія Лопасни — це історія нескінченних воєн, руйнувань, полонів. У 1246 році після загибелі в Орді князя Михайла Чернігівського його Чернігівське князівство розпалося на уділи, і Лопасня увійшла в склад Таруського князівства.

### XIVст.
«Збирач земель руських» Іван Калита цінував град Лопасню та відписав його в своєму духовному заповіті синові Андрію. Але князь Андрій помер від морової виразки, і знову Лопасня стала піддаватися набігам та руйнуванням — тепер з боку рязанців. Вони грабували місцевих жителів і доти тримали в полоні намісника, поки не отримали за нього викуп від Москви. Рязанські князі не залишали намірів зробити Лопасню своїм містом, і в 1371 князь Олег знову затіяв війну — цього разу вже з князем Дмитром (майбутнім Донським). Він вимагав віддати Лопасню йому «на годування» за допомогу у війні проти литовського князя Ольгерда. Але Дмитро Лопасню не віддавав, та й допомогу у війні була лише на словах.

### XVIст.
Молодинська битва — одна з яскравих сторінок минулого. Бій в якому російські війська застосували оригінальну тактику закінчився великою перемогою над чисельно переважаючими силами Девлет-Гірея. Перемога російських військ врятувала Москву, а також закріпила за Росією Поволжя.

### Лопасня та Пушкіни

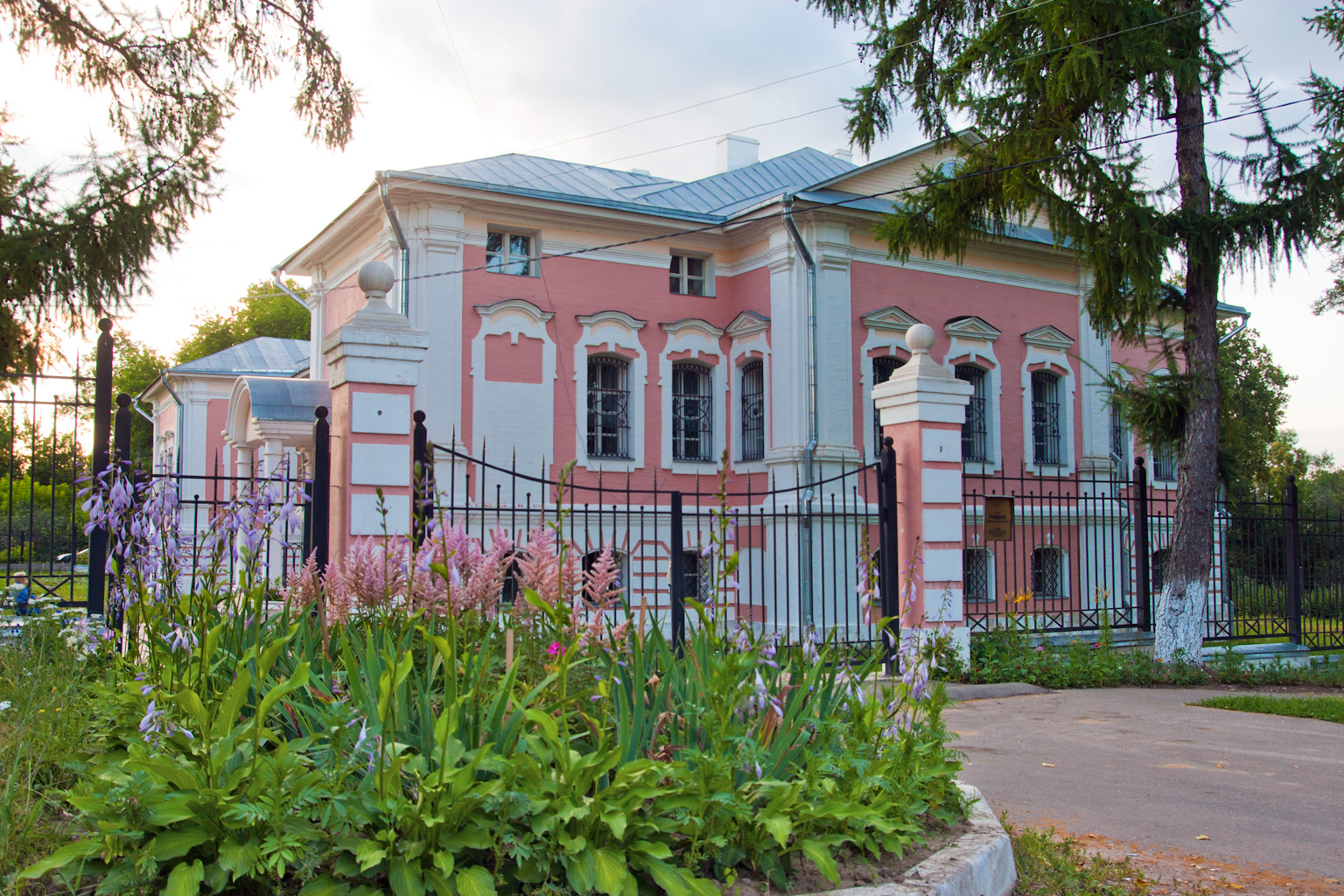
Садиба Гончарових-Васильчикових (з 2007 р музей).

Особливе місце в історії міста займає все, що пов'язано з ім'ям Пушкіна. Після загибелі Олександра Сергійовича його дружина Наталя Миколаївна часто разом з дітьми відвідувала маєток Васильчикових «Лопасня-Зачатівський». У цьому маєтку і на початку XX століття жили її рідні; тут же поховані (або перепоховані) деякі з нащадків поета. У 1917 р в садибному будинку виявлено рукопис «Історії Петра».
Поруч з церквою Зачаття Святої Анни розташований фамільний некрополь Пушкіних. У ньому покояться нащадки Олександра Сергійовича.

### Сучасне найменування
У 1954 селище Лопасня було перетворено в місто обласного підпорядкування Чехов. Назву місто отримало на честь А. П. Чехова, російського письменника XIX—XX вв. (садиба Меліхово, де жив і працював Чехов, знаходиться недалеко від міста).
У 1965 році в межі Чехова було включено робітниче селище Венюково.

## Міське поселення Чехов

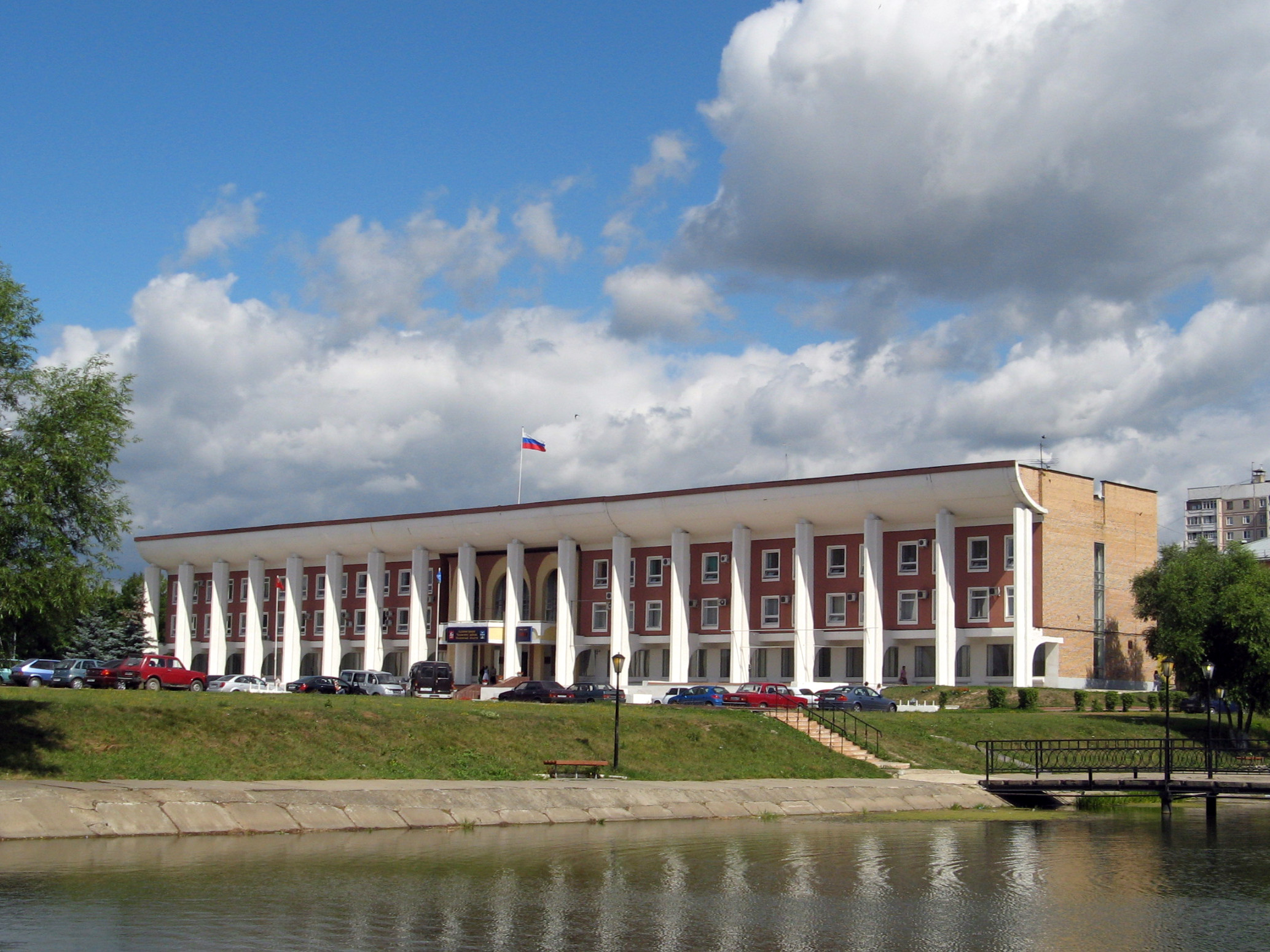
Будівля районної адміністрації у м Чехов

### Географічні дані
Площа міського поселення — 2984 га.
Муніципальне утворення знаходиться в центральній частині Чеховського муніципального району, і межує:
- із сільським поселенням Стреміловскоє (на півдні, заході та півночі),
- із сільським поселенням Баранцевскоє (на сході).

### Органи влади
Структуру органів місцевого самоврядування в муніципальному утворенні складають :
- Рада депутатів міста Чехова ;
- Глава міста Чехова;
- Адміністрація міста Чехова;
- Контрольно-рахунковий орган міста Чехова.

## Економіка
З найкрупніших проектів слід відзначити завершення будівництва третьої черги логістичного комплексу «ФМ Ложистик», на якому зайнято близько 900 осіб; ВАТ «Електрощит», розширення виробничої діяльності ТОВ «Данон Індустрія» та ін.
Всього відкрито більше 1500 нових робочих місць. У 2007 введені в лад два нових промислових підприємства. Це завод з виробництва теплоізоляційних плит з екструдованого пінополістиролу ЗАТ «Дау Кемікал» та фабрика з виробництва шоколадної маси швейцарської фірми «Баррі Каллебаут».
У стадії реалізації розташовані ще декілька інвестиційних проектів. Нові промислові виробництва вносять істотний внесок у бюджет району, відкриваються нові робочі місця.
Перевагу в роботі з інвесторами віддається екологічно чистим, високотехнологічним виробництвам.
У число найбільших промислових підприємств міста входять:
1. ТОВ «Сі-Ес-Ай» «Восток» (пластикові кришки для газованих напоїв та пива)
2. ТОВ «Данон-індустрія» (молочні та кисломолочні продукти)
3. ВАТ «Інститут інженерної імунології» (медичні та ветеринарні препарати)
4. ВАТ «Корма» (комбікорми для корів, свиней, птахів (ПК-4))
5. ВАТ «КВЗ» (Крюківський вентиляторний завод) (вентилятори загальнопромислового та спеціального призначення)
6. ВАТ «Любучанський завод пластмас» (виробництво пластмасових виробів)
7. ВАТ «Чеховська кондитерська фабрика» (виробництво кондитерських виробів)
8. ВАТ "Чеховський завод " Гидросталь "" (металоконструкції будівельного призначення, кранове гідромеханічне устаткування)
9. ВАТ «Чеховський поліграфічний комбінат» (видавнича та поліграфічна діяльність, тиражування записаних носіїв інформації)
10. ВАТ «ЧРЗ» (переробка та відновлення зношених автопокришок)
11. ТОВ «Поліальт» (випуск стільникового полікарбонату)
12. ЗАТ «Енергомаш (Чехов) -ЧЗЕМ» (випуск трубопровідної арматури високого тиску та запасних частин до неї)
13. ДК «Чехов-авто» (найбільший продавець автомобілів в регіоні, здійснює продаж автомобілів та запасних частин до них)
14. ТОВ «Шаттдекор» (виробник декоративного паперу для потреб меблевої промисловості)
15. ТОВ «Тут плитка» (виробництво, укладання та продаж тротуарної плитки)
16. ТОВ «PNK-Group» Один з найбільших складських терміналів РФ. Чисельність працюючих — 42 000 осіб.
17. ТОВ «ТСБ плюс» Електрика в Чехові.
18. ЗАТ «Металлоторг» Металобаза.
19. ТОВ «Логопарк ЮГ» Логістичний складський комплекс.

## Освіта
- Чеховська філія Московського фінансово-юридичного університету (МФЮА)
- Чеховська філія Московського державного університету приладобудування та інформатики (МДУП)

## Спорт

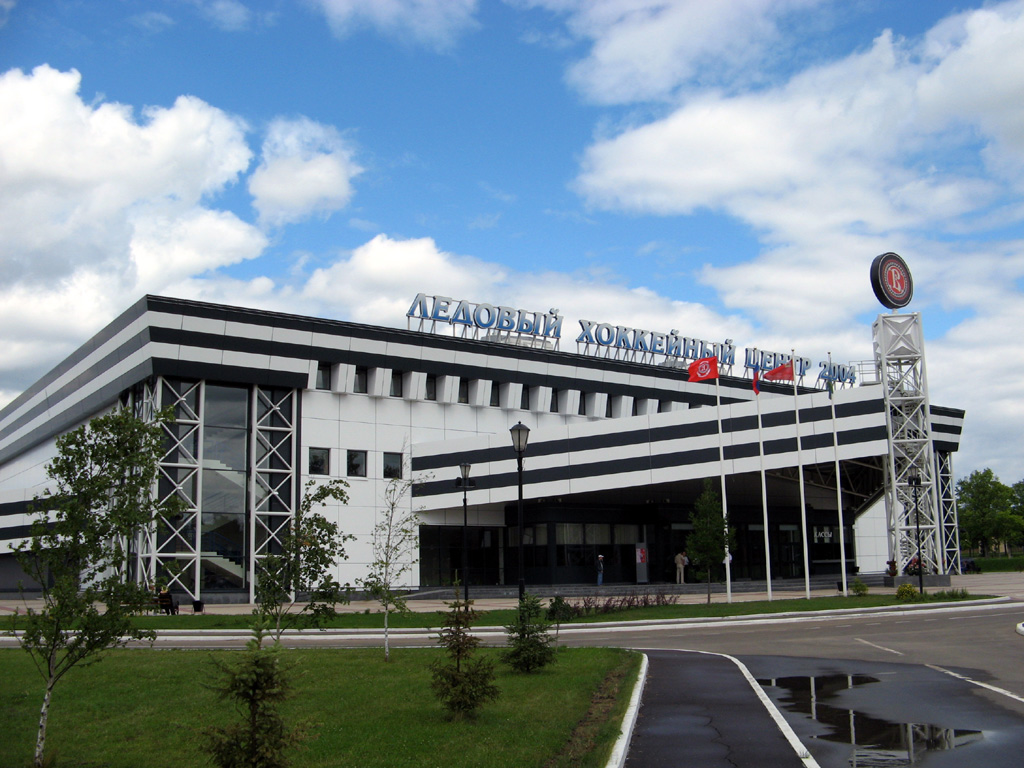
Льодовий хокейний центр

У грудні 2001 року на базі клубу «ЦСКА-СпортАкадем» було створено новий гандбольний клуб «Чеховські ведмеді», що є беззмінним з 2002 чемпіоном та лідером російського гандболу.

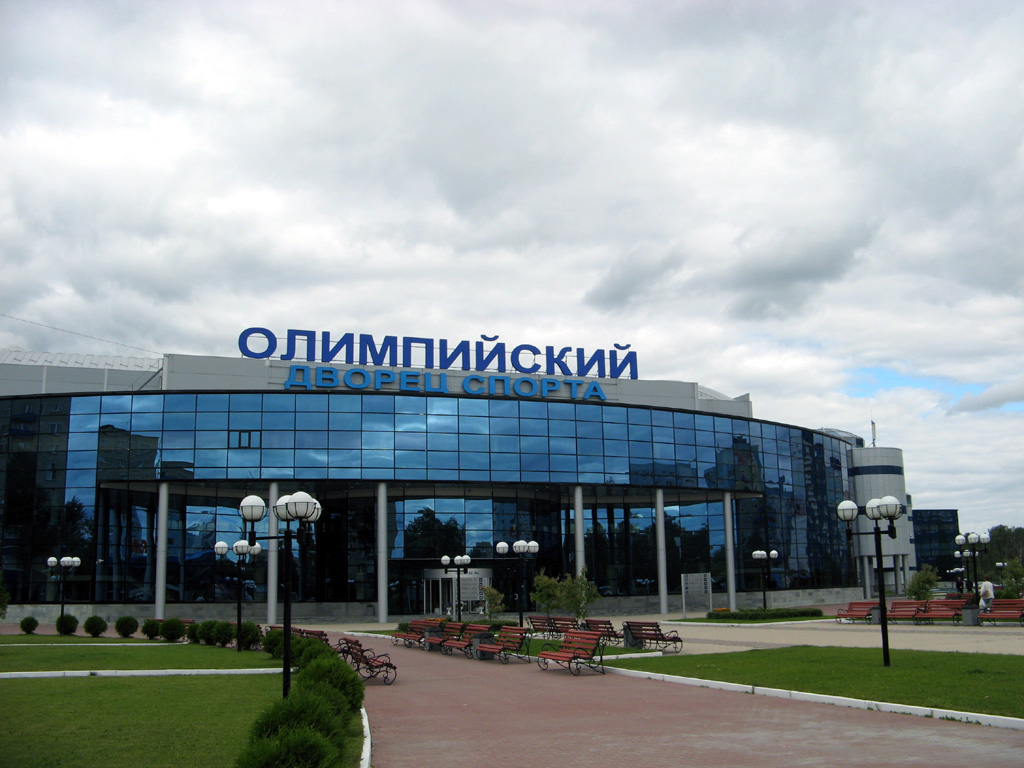
Олімпійський палац спорту

З 2003 року в Чехові працює палац спорту «Олімпійський». На великій спортивній арені і в басейні проходять міжнародні та всеросійські змагання при великій кількості глядачів, а також виставки та концертні програми. На арені проходили матчі на кубок Європи з гандболу, ігри чемпіонату Росії з гандболу та футзалу, міжнародний турнір з професійного боксу на титул інтерконтинентального чемпіона Світу за версією IBF, міжнародний турнір з гандболу на кубок Губернатора Московської Області та ін.
У місті базуються такі спортивні команди:
- «Чеховські ведмеді» — гандбольна команда — багаторазрві Чемпіони Росії. 2007 року стали володарями Кубка кубків європейських чемпіонів
- Хокейна команда «Витязь» — другий сезон грає в російській суперлізі
- «Штурм-2002» — ватерпольна команда, дворазові чемпіони Росії
- Команда «Чеховські яструби».
- «Фортуна» — футзальна команда.

## Культура

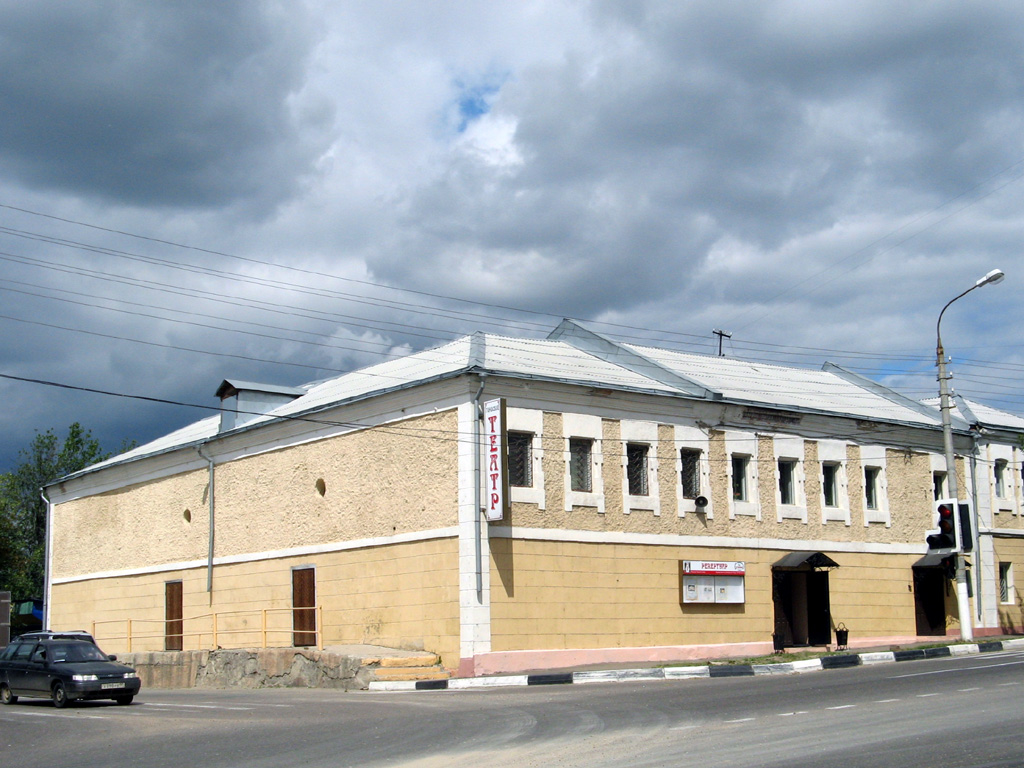
Міський театр

- Чеховський міський театр «Театр на Московській» (створений у 2001 році)
- Музей листів А. П. Чехова
- Чеховський музей пам'яті 1941 — 1945
- Музей селянського побуту
- Центральна Дитяча бібліотека
- Центральна бібліотека

## Транспорт

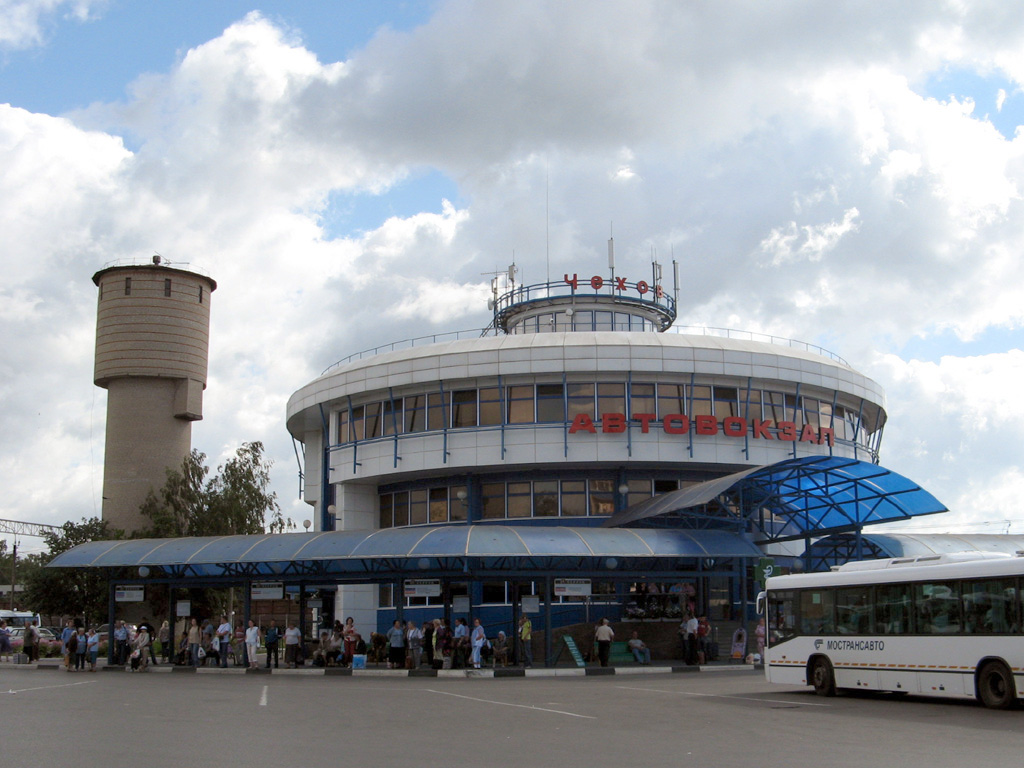
Автовокзал Чехова

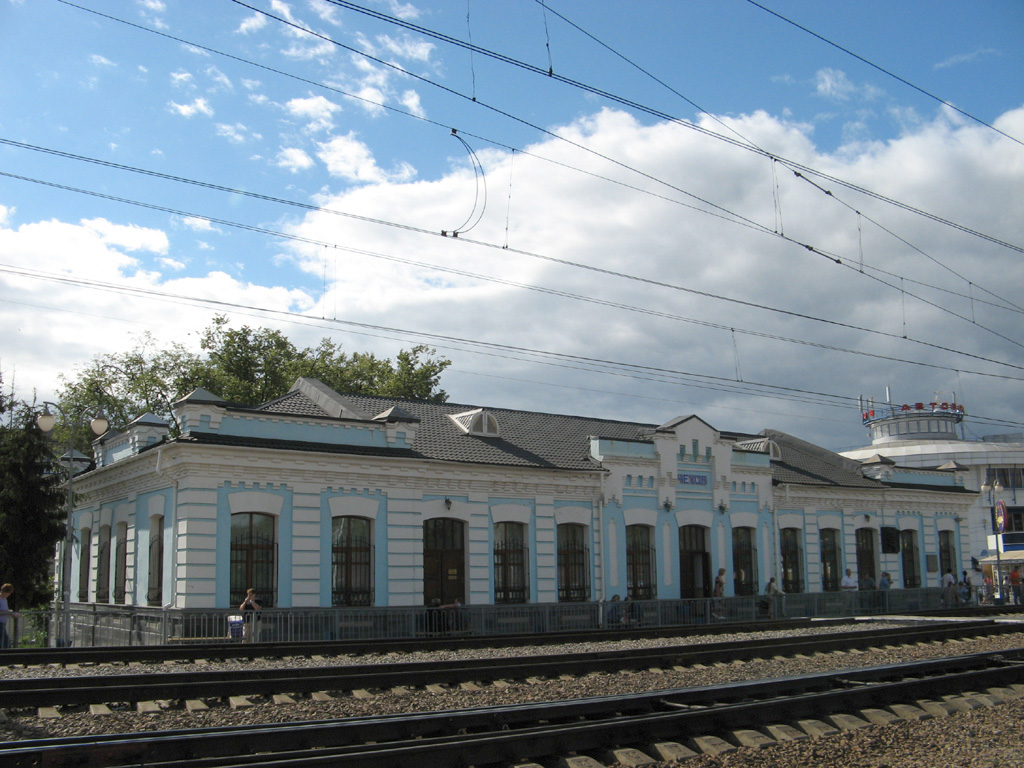
Залізничний вокзал Чехова

- Залізнична станція Чехов на лінії Москва — Тула  (Курське напрямок МЗ).
- Міжміські автобусні маршрути 365 (Москва м. Південна — Чехов), 61 (Чехов — Подольск).
- 17 приміських автобусних маршрутів від автовокзалу (розташований біля залізничного вокзалу).
- 14 внутрішньоміських автобусних маршрутів (№ 1, 2, 3, 4, 5, 6, 7, 8, 9, 10, 11, 12, 14, 15)

## Міста-побратими
- Копиль (біл. Капилов), Білорусь
- Красногвардійський район, Україна
- Пазарджик, Болгарія
- Саратога-Спрінгс (англ. Saratoga Springs), шт. Нью-Йорк, США
- Фастів, Україна.
- П'ятигорськ,Росія
- Новгород-Сіверський, Україна

## Відомі жителі та уродженці
- Лебедєв, Денис Олександрович — російський боксер-професіонал.
- Сливенко, Оксана Миколаївна — заслужений майстер спорту міжнародного класу, чемпіонка Європи, дворазова чемпіонка світу з важкої атлетики.

## Пам'ятки
- Колишня садиба Васильчикових «Зачатівський»
- Відділення пошти, побудоване за сприяння Антона Павловича Чехова
- Ганно-Зачатьєвська церква
- Сквер ім. А. П. Чехова
- Святе джерело
- Алея слави захисників вітчизни